# 比耶维尔
比耶维尔（法語：Biéville，法語發音：[bjevil]）是法国芒什省的一个市镇，属于圣洛区。

## 地理
比耶维尔（49°4'53"N, 0°53'18"W）面积5.56 平方千米，位于法国诺曼底大区芒什省，该省份为法国西北部沿海省份，西、北、东北三面环大西洋，东起顺时针与卡爾瓦多斯省、奧恩省、马耶讷省和伊勒-维莱讷省接壤。
与比耶维尔接壤的市镇（或旧市镇、城区）包括：朗贝维尔、勒佩龙、欧尔河畔科蒙、瓦勒德德龙、圣阿芒维拉日、圣让代勒。

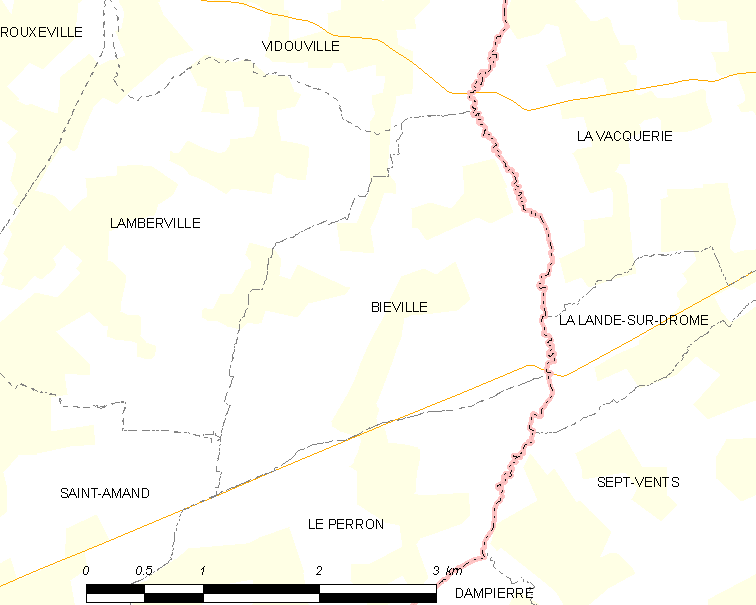
比耶维尔的OSM定位图

比耶维尔的时区为UTC+01:00、UTC+02:00（夏令时）。

## 行政
比耶维尔的邮政编码为50160，INSEE市镇编码为50054。

## 政治
比耶维尔所属的省级选区为维尔河畔孔代县。

## 人口

1962-2008年间比耶维尔人口变化图示

比耶维尔于2022年1月1日时的人口数量为196人。